# Jasov
Jasov (in ungherese Jászó, in tedesco Jossau) è un comune della Slovacchia facente parte del distretto di Košice-okolie, nella regione di Košice.
Vi sorge un'abbazia premostratense, fondata nel XII secolo. Gli attuali edifici monastici, in stile tardobarocco e rococò, sono fra i monumenti più importanti della Slovacchia per l'epoca. La città annovera anche le note grotte (Jasovská Jaskiňa), facenti parte del Parco Nazionale del Carso Slovacco, riconosciuto patrimonio UNESCO.